# Columel·la (gastròpode)
|  | No s'ha de confondre amb Columella. |

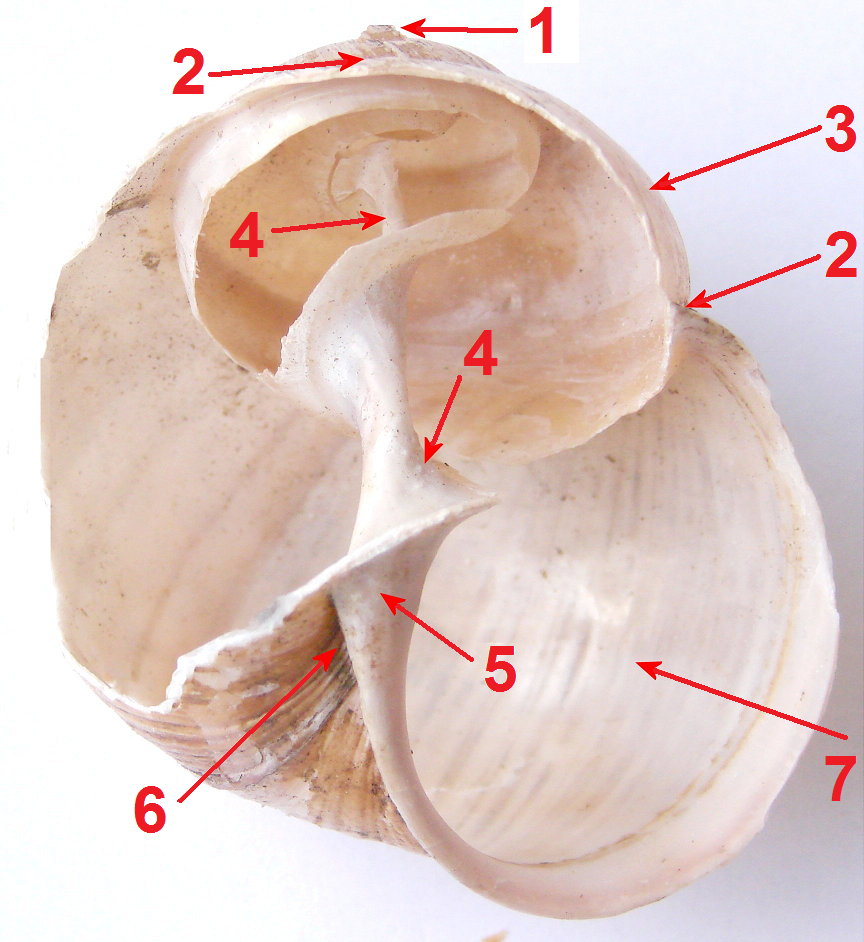
En aquesta conquilla trencada, la columel·la és indicada pels nombres 4 i 5. El nombre 5 mostra on la columel·la queda visible, també anomenat de llavi intern, en l'obertura d'una conquilla sencera.

La columel·la és l'eix central de les conquilles dels mol·luscos gasteròpodes. És una espècie de columna interna retorçada que acompanya tota l'espiral, en el seu centre. Aquest eix pot presentar escultures visibles, que es presenten per tot el seu desenvolupament intern, denominades prediques columel·lars (presents en alguns gèneres com Voluta, Mitra, Marginella i Turbinella). Aquestes prediques poden ser visibles per l'obertura.
La part visible de la columel·la rep el nom de llavi intern. Alguns gèneres, com Cerithium, presenten una callositat columel·lar en el llavi intern. Altres gèneres presenten l'interior de la columel·la perforat, formant un melic. En alguns cenogastròpodes la columel·la pot estendre's i formar un canal sifonal.

## Galeria

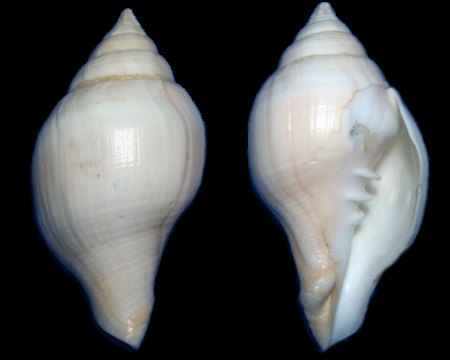
Exemplar de Turbinella laevigata, on és possible l'observació de tres grosses prediques columel·lars en l'obertura de la seva conquilla (a la dreta).
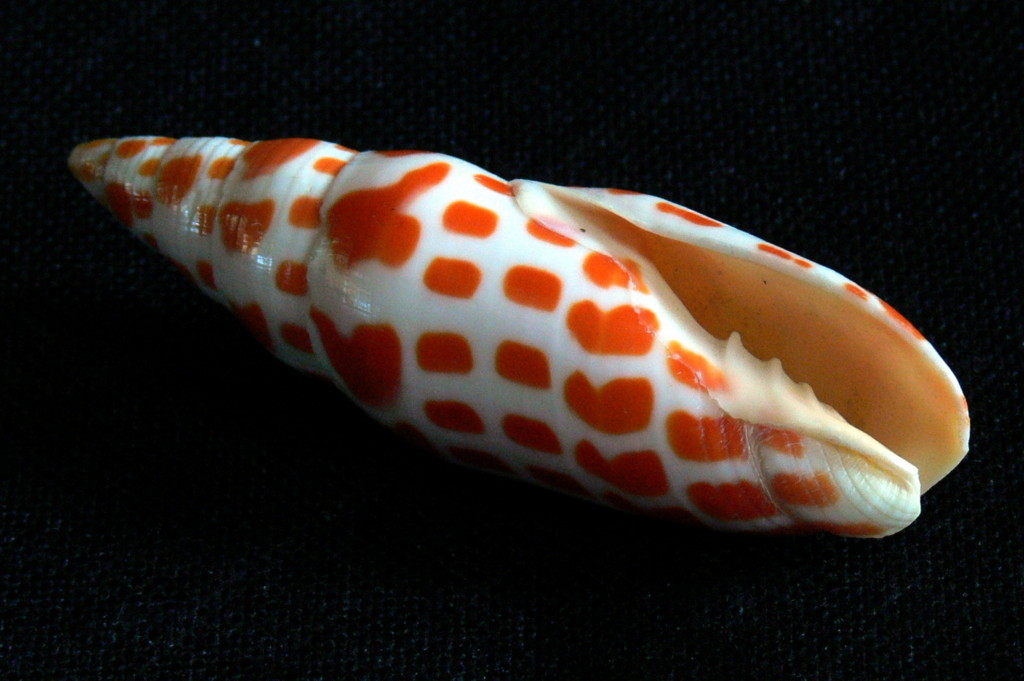
Prediques columel·lars en el llavi intern de Mitra mitra
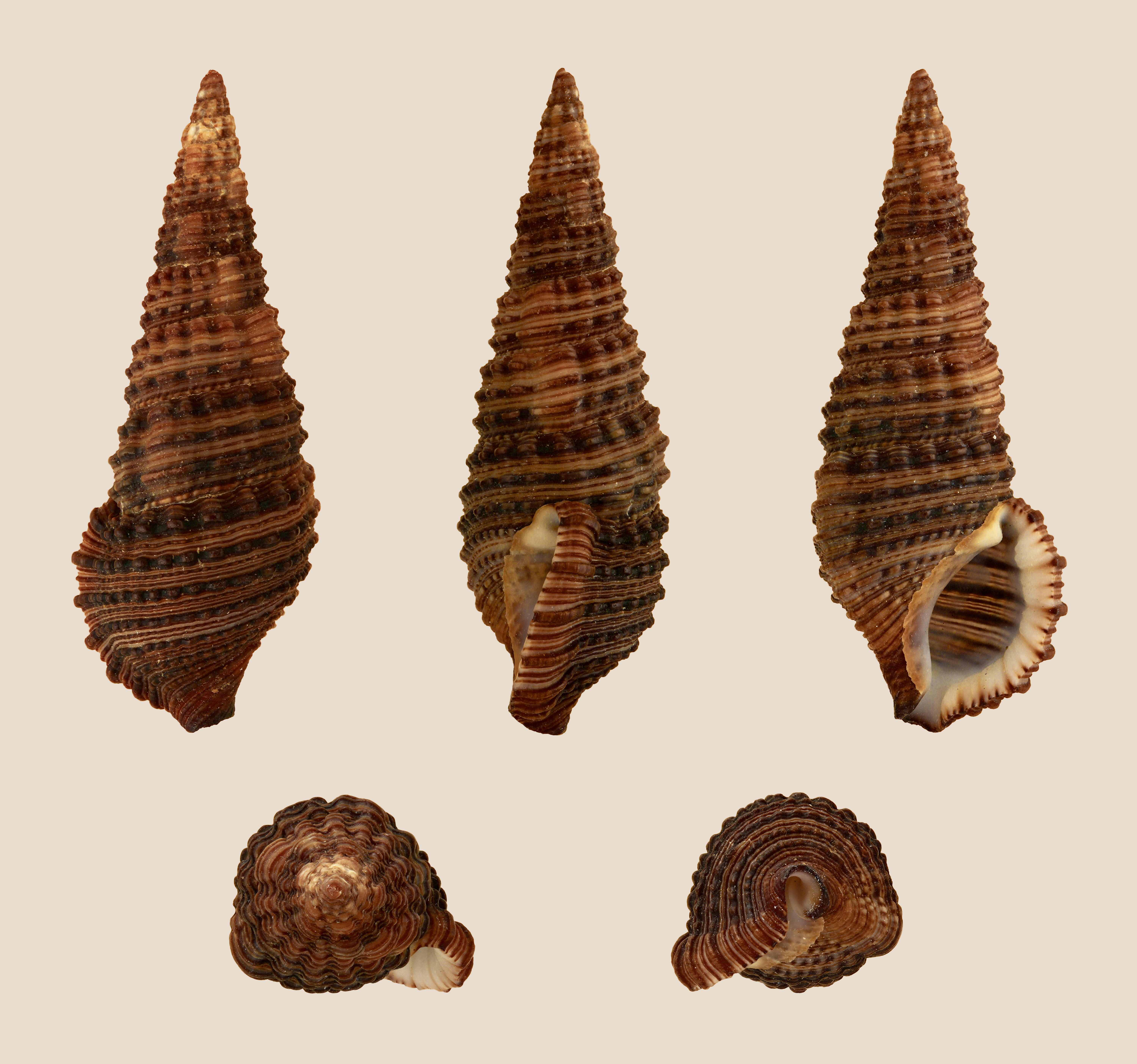
Exemplars de Cerithium coralium, on és bé visible l'observació del callo columel·lar en la part superior de l'obertura de la seva conquilla (a la dreta).
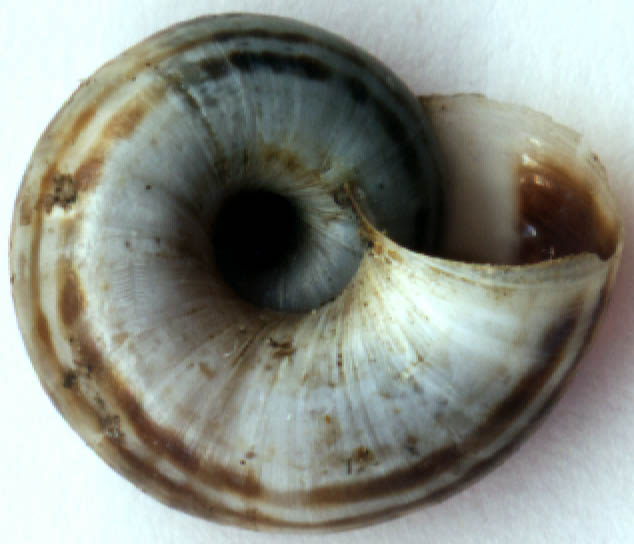
Melic ben visible, travessant la columel·la per dins, en l'espècie Xerolenta obvia.